# Pandectele române
Pandectele române este numele unei publicații juridice, înființată în anul 1921, sub conducerea lui Constantin Hamangiu, consilier la Înalta Curte de Casație și Justiție.

## Istoric, componență
Publicația „Pandectele române” a debutat în 1921 printr-o apariție lunară, organizată în 10 Caiete pe an, la sfârșitul căruia se alcătuia un index alfabetic general aferent întregii materii cuprinse în cele 10 Caiete, legate împreună spre a forma un singur volum. Structura inițială a periodicului prezenta o sistematizare în patru părți: 
- Jurisprudența Înaltei Curți de Casație (Partea I);
- Jurisprudența curților de apel, a tribunalelor, a judecătoriilor, a camerelor arbitrale, a tribunalelor speciale (militare, maritime etc.) (Partea a II-a);
- Soluții jurisprudențiale ale altor instanțe de judecată, atât române, cât și străine (Partea a III-a);
- Doctrină (Partea a IV-a).

Publicația urma ca organizare modelul revistelor franceze renumite ale timpului și a fost inițial finanțată din fondurile proprii ale întemeietorului acesteia, Constantin Hamangiu.

## Conducere
În urma decesului fondatorului Constantin Hamangiu (1932), coordonarea revistei a fost asigurată de Gheorghe Popescu-Docan, la rândul său consilier la Înalta Curte de Casație și Justiție. 
Instaurarea deplină a regimului comunist în România a dus la curmarea, în chip abrupt și brutal, a activității redacționale de prestigiu desfășurate sub egida Pandectelor.  În anunțul explicativ, tipărit pe ultima pagină a volumului întocmit pentru anul 1948, conducerea revistei aducea la cunoștință suspendarea apariției acestui repertoriu pentru anul ce urma să vină. Dintre membrii de atunci ai redacției, au supraviețuit regimului comunist Camille Gall (secretar de readacție) și profesorul Octavian Căpățînă. Aceștia au devenit membri ai colegiului de onoare, după revitalizarea publicației.

## Renașterea revistei
Revista a fost revitalizată în anul 2000, la inițiativa lui Marian Florescu, directorul Editurii Rosetti și a unui grup de tineri profesori de la Facultățile de Drept publice din București și Cluj-Napoca: Marian Nicolae (directorul publicației), Bogdan Dumitrache (redactor șef) și Mircea Dan Bocșan. Revista a apărut bilunar în această formulă până în 2005, când - consecutiv achiziției Editurii de către Wolters Kluwer - a suferit schimbări și la nivelul echipei redacționale. De direcția revistei s-au ocupat succesiv Marius Scheaua, Stefan Naubauer, pentru ca din 2010 să intre sub egida Institutului de cercetări juridice din cadrul Academiei Române, cu profesorul Mircea Duțu director.